# Sawer
Sawer è una suddivisione dell'India, classificata come nagar panchayat, di 13.146 abitanti, situata nel distretto di Indore, nello stato federato del Madhya Pradesh. In base al numero di abitanti la città rientra nella classe IV (da 10.000 a 19.999 persone).

## Geografia fisica
La città è situata a 22° 58' 29 N e 75° 50' 03 E.

## Società

### Evoluzione demografica
Al censimento del 2001 la popolazione di Sawer assommava a 13.146 persone, delle quali 6.799 maschi e 6.347 femmine. I bambini di età inferiore o uguale ai sei anni assommavano a 1.890, dei quali 976 maschi e 914 femmine. Infine, coloro che erano in grado di saper almeno leggere e scrivere erano 8.460, dei quali 5.049 maschi e 3.411 femmine.